# Oecomys cleberi
Oecomys cleberi és una espècie de mamífer rosegador de la família dels cricètids. És endèmic del Districte Federal del Brasil. El seu hàbitat natural són els boscos de galeria. Està amenaçat per la destrucció del seu medi. Com que és conegut a partir d'un únic exemplar trobat el 1978, hi ha científics que han posat en dubte la seva condició d'espècie a part, però un estudi genètic publicat el 2012 confirmà que es tracta d'una espècie distinta.